# الاتحاد السعودي للأمن السيبراني والبرمجة والدرونز
الاتحاد السعودي للأمن السيبراني والبرمجة والدرونز (بالإنجليزية: (SAFCSP) Saudi Federation for Cybersecurity, Programming, and Drones)، هي منظمة وطنية تحت مظلة اللجنة الأولمبية السعودية. تسعى لبناء قدرات محلية واحترافية في مجال الأمن السيبراني والبرمجة بناءً على أفضل الممارسات والمعايير العالمية. للوصول بالمملكة العربية السعودية إلى مصاف الدول المتقدمة في صناعة المعرفة التقنية الحديثة. يرأس مجلس إدارته فيصل الخميسي.

## الدور والركائز الاستراتيجية
يتمثل دور الاتحاد السعودي للأمن السيبراني والبرمجة والدرونز في:
- تعزيز حماية الشبكات.
- تعزيز حماية أنظمة تقنية المعلومات.
- تعزيز حماية أنظمة التقنيات التشغيلية ومكوناتها من أجهزة وبرمجيات، وما تقدمه من خدمات، وما تحويه من بيانات.
- مراعاة الأهمية الحيوية المتزايدة لتخصصها.
- التأسيس لصناعة وطنية في مجال الأمن السيبراني تحقق للمملكة الريادة في هذا المجال.
- أن تكون المرجع الوطني للمملكة في شؤون تخصصها.
- حماية مصالح المملكة الحيوية وأمنها الوطني، والبنى التحتية الحساسة فيها.

أما الركائز الإستراتيجية التي يرتكز عليها الاتحاد فهي: «إلهام أجيال من المبتكرين والمحترفين بالتقنيات المتقدمة عبر سلسلة من المبادرات والمنافسات»، و«تمكين الكفاءات وتطويرها، عبر المعسكرات التدريبية المكثفة، وإتاحة الأدوات، واستثمار الفرص»، و«تمكين الكفاءات وتطويرها، عبر المعسكرات التدريبية المكثفة، وإتاحة الأدوات، واستثمار الفرص».

## المؤتمرات وورش العمل
إقامة الأنشطة والبرامج التي تساعد في زيادة وعي المجتمع بأهمية الأمن السيبراني والبرمجة، وتشجيع ودعم الشباب للاحتراف في هذه المجالات.

### الورشة التحضيرية الأولى
حرص القائمين علـى الاتحاد السـعودي لألمن السـيبراني والبرمجة بأن يكـون الاتحاد مبنيـا علـى تطلعات المجتمع المحلي، ومنفتحا على آراء واقتراحات المتخصصيــن السعوديين، فقد تم عقد الورشة التحضيرية الأولى، بتاريـخ 30 ربيـع الأول 1439 هــ، والموافـق 18 ديسمبر 2017 م، فـي فنـدق الانتركونتيننتال، فـي الريـاض.
وكان الهدف من هذه الورشة هو استقصاء آراء ومقترحات المتخصصين السعوديين في استشـراف مسـتقبل الاتحاد، وتأسـيس المعالم الرئيسيـة لانطلاق الاتحاد. وتركزت محاور الورشة على المنطلقات الرئيسة لبناء إستراتيجية الاتحاد وذلك من خـلال عــرض مقترحات أهم المنطلقات الإستراتيجية والمتضمنة لـ: تعريف الاتحاد، والرؤية، والرسالة، والأهداف، والمبادرات، والهوية والشعار، والهيكل التنظيمي.
وتم كذلك التطـرق إلى محاور أخرى كالفعاليات، والتعليم والتدريب، ونظام العضوية. إضافة إلى مقترح لعقـد لقـاء موسـع يدعى إليه خبـراء محلييـن وعالميين يتم فيه مناقشـة أهـم التجـارب العالمية فـي بناء المنظمات المشابهة وبناء القدرات المتخصصة. وقد حضر الورشـة ما يزيد عن 100 مشارك مـن خبراء أكاديميين وممارسين في مختلف القطاعـات الوطنيـة الحكوميـة والخاصـة، والذين أثروا محاور الورشة باقتراحاتهم البناءة وآرائهم السديدة، والتي تتناسق مع تطلعات القيادة في المملكة العربية السعودية في التحول إلى مجتمـع معرفـي واقتصاد تقني كما هو مرسوم في رؤية المملكـة 2030.
ويتضمن التقرير تفاصيل ما تـم مناقشـته فـي الورشـة، بالإضافة إلـى أهـم النتائـج التـي تم جمعهـا من خـال تحليـل الاستبيان الموزع علـى المشـاركين. وكذلك تم توضيح أبرز التوصيـات التي خلصت إليها نتائـج الورشـة. وفـي نهايـة التقريـر، تم إضافـة ما لحق تفصيليـة توضـح العديـد مـن جوانـب العمـل علـى الورشـة بما فـي ذلك النماذج التي تم اسـتخدامها قبـل وأثنـاء الورشـة، وملخـص نتائـج الاستبانات، وعينـات مـن الأخبار المنشـورة فـي الصحافـة عـن الورشـة.

### التدريب والتطوير
بناء وإطلاق المبادرات التعليمية والتدريبية المتخصصة للمساعدة في تأهيل وبناء الكفاءات الوطنية المتميزة.

### المنافسات
تنظيم وإقامة المسابقات والفعاليات وتشجيع روح المنافسة، بالإضافة إلى دعم وتأهيل الشباب للمشاركة في المنافسات المحلية أو العالمية المتخصصة في الأمن السيبراني والبرمجة.

## أكاديمية طويق
أكاديمية طويق هي مؤسسة تعليمية مقرّها مدينة الرياض، أعلن الاتحاد السعودي للأمن السيبراني والبرمجة والدرونز عن تأسيسها في أغسطس 2019، وتتخذ من جامعة الأميرة نورة بنت عبد الرحمن مقرًا لها.

## سايبرهب

شعار سايبرهب

مبادرة الاتحاد لدعم الأندية الطلابية، من خلال تحدي سايبرهب، وذلك بتقديم تحديات سيبرانية مدعومة بجوائز مالية.

## الكراج
الكراج هو مشروع وتعاون متشرك بين الاتحاد السعودي للأمن السيبراني والبرمجة والدرونز ووزارة الإتصالات، ومدينة الملك عبد العزيز للعلوم والتقنية، أطلق وأعلن عنه في مؤتمر ليب، وتسعى المبادرة لتوفير بيئة مناسبة لأصحاب المشاريع الناشئة ووصلهم مع المستثمرين ورواد الأعمال.
يسعى مشروع الكراج ليكون وجهة ريادية ويركز الكراج على الشركات الناشئة والمنشآت الصغيرة والمتوسطة محليًا ودوليًا من خلال استهداف هذه الشركات للانضمام إلى الكراج، برامجه وفعالياته.
تضم المبادرة حاضنات ومسرعات أعمال، وتوفر البيئة المناسبة لنجاح الشركات التقنية.
يقدم برنامج الكراج العديد من المميزات تشمل منحة مالية، الاستثمار، التسويق، برنامج تدريبي، الدعم التقني، مساحة عمل، خدمات الشركاء، والسكن.

### الكراج Plus+
أحد برامج مشروع الكراج والذي يسعى إلى توفير ثلاث ركائز أساسية، مكان للعمل والسكن والتواصل مع من يشاركونك نفس الاهتمام.

### الكراج Disrupt
فعالية شهرية تهدف إلى ربط أهم القائمين والعاملين في قطاع التقنية ببعضهم البعض، المساهمة في تنمية السوق المحلي، زيادة المعرفة، تحفيز الشراكات والفرص الاستثمارية لتغيير وتطوير القطاع.
وتتكون فقرات الفعاليات الشهرية
- متحدث رئيسي
- جلسات حوارية
- الماركت
- فقرات ترفيهية
- جلسات تعارف وتواصل

### الكراج Disrupt ماركت
يُقام الماركت ضمن فعالية الكراج Disrupt، ويمكن المشاركين به من عرض مشاريعهم على المسرح أمام مجموعة من المسؤولين الحكوميين، أبرز شركات القطاع الخاص، والمستثمرين الملائكيين والجريئين بهدف خلق فرص الاستثمار، والاستحواذ، والشراكات، والتواصل.

## أعضاء مجلس الإدارة
أعضاء مجلس إدارة الاتحاد السعودي للأمن السيبراني والبرمجة والدرونز:
| العضو                         | المنصب                                                                    |
| ----------------------------- | ------------------------------------------------------------------------- |
| فيصل الخميسي                  | رئيس مجلس الإدارة                                                         |
| الدكتور يوسف بن أحمد العوهلي  | الرئيس التنفيذي في شركة TETCO                                             |
| الدكتور أحمد بن حمدان الثنيان | وكيل وزارة الاتصالات وتقنية المعلومات لصناعة التكنولوجيا والقدرات الرقمية |
| المهندس ياسر بن نجيب السويلم  | مدير عام الأمن السيبراني في شركة الاتصالات السعودية                       |
| المهندس محمد بن صالح الشمراني | مستشار أمن سيبراني                                                        |
| المهندس صهيب بن أحمد باجبير   | خبير أمن سيبراني وحماية الشبكات                                           |
| المهندس محمد بن محمود البلوي  | نائب المحافظ لقطاع التواصل في الهيئة العامة للمنشآت الصغيرة والمتوسطة     |
| المهندس محمد بن خميس بامقا    | نائب الرئيس التنفيذي لتكنولوجيا المعلومات في الخطوط السعودية              |
| المهندس خالد بن سلمان الحربي  | رئيس أمن المعلومات في أرامكو السعودية                                     |
| المهندس أحمد بن محمد الشرقي   | رئيس قطاع التطوير في الهيئة العامة للترفيه                                |
| ديمة بن يحيى اليحيى           | المستشار والمدير التنفيذي لمبادرة مسك الابتكار                            |
| متعب بن مخلف القني            | الرئيس التنفيذي                                                           |

## وصلات خارجية
- الموقع الرسمي للاتحاد السعودي للأمن السيبراني والبرمجة.
- سايبرهب.
- الكراج.